# Steve Weeks
Pour les articles homonymes, voir Weeks.
Steve K. Weeks (né le 30 juin 1958 à Scarborough dans la province de l'Ontario au Canada) est un joueur de hockey sur glace de la Ligue nationale de hockey ayant évolué à la position de gardien de but.

## Carrière
Repêché en 1978 par les Rangers de New York alors qu'il joue pour l'Université Northern Michigan dans la Central Collegiate Hockey Association, ligue où il remporte le titre de joueur de l'année en 1980 à sa dernière saison junior.
Bien que n'ayant pris part qu'à un match avec les Rangers en 1980-1981 il devient dès la saison suivante le gardien numéro un du club et y enregistre du même coup sa meilleure saison en carrière avec une récolte de 23 victoires, 9 défaites et 9 parties nulles en 49 rencontres.
Les Rangers croient cependant que Weeks cadre mieux au poste d'auxiliaire et ainsi il ne prend part qu'à 18 rencontres en 1982-1983, se voyant même relégué dans la Ligue centrale de hockey pour 19 autres parties, ceux-ci avec les Oilers de Tulsa.
Il passe aux mains des Whalers de Hartford à l'aube de la saison 1984-1985 et après une saison quelque peu laborieuse avec ces derniers, il s'aligne pour le Canada au Championnat du monde de hockey sur glace 1985 où l'équipe remporte la médaille d'argent. Il reste par la suite avec les Whalers pour trois autres saisons à titre de gardien numéro deux avant de se voir être échangé en 1988 aux Canucks de Vancouver en retour de Richard Brodeur.
Le sobriquet de Suitcase (Valise) lui est attribué durant les saisons succédant à son passage avec les Canucks dû à ses nombreux voyages à travers la ligue. Après quatre saisons passées avec la formation de Vancouver, ceux-ci l'envoie aux Sabres de Buffalo au mois de mars 1991, n'ayant joué aucun match pour eux, il signe à titre d'agent libre au mois de septembre suivant avec les Islanders de New York.
Cinq mois plus tard, les Islanders s'en départent en l'envoyant aux Kings de Los Angeles pour qui il joue sept rencontres avant d'accepter en juin 1992 un contrat avec les Capitals de Washington. Au mois d'août, soit moins de trois mois plus tard, c'est au tour des Caps de le laisser aller. Ainsi Steve Weeks se joint à sa dernière équipe, les Sénateurs d'Ottawa pour qui il joue sept rencontres avant d'annoncer son retrait de la compétition.
Le 20 février 1993, le jour où Weeks annonce son retrait en tant que joueur, il est nommé consultant des gardiens de but chez les Whalers de Hartford et sera même promu au poste d'entraîneur-adjoint de l'équipe en 1996-1997.
La saison suivante, l'équipe devient les Hurricanes de la Caroline et Weeks reste avec eux dans ce déménagement et ce, jusqu'en 2001 acceptant au cours de l'été le poste d'entraîneur-adjoint pour les Thrashers d'Atlanta où il est toujours en poste.
Il conserve le titre d'entraîneur des gardiens de but chez les Thrashers durant huit saisons avant de passer sous le couperet de la direction de l'équipe lorsque ceux-ci congédie le personnel d'entraîneur au complet le 14 avril 2010.

## Statistiques

### En club
| Saison     | Équipe                     | Ligue      |     | Saison régulière | Saison régulière | Saison régulière | Saison régulière | Saison régulière | Saison régulière | Saison régulière | Saison régulière | Saison régulière | Saison régulière |   | Séries éliminatoires | Séries éliminatoires | Séries éliminatoires | Séries éliminatoires | Séries éliminatoires | Séries éliminatoires | Séries éliminatoires | Séries éliminatoires | Séries éliminatoires |
| Saison     | Équipe                     | Ligue      | PJ  | V                | D                | Pr/N             | Min              | BC               | Moy              | % Arr            | Bl               | Pun              | PJ               | V | D                    | Min                  | BC                   | Moy                  | % Arr                | Bl                   | Pun                  |                      |                      |
| 1976-1977  | Northern Michigan Wildcats | CCHA       | 16  | 7                | 7                | 0                |                  |                  | 4,29             |                  | 0                |                  | 1                | 0 | 1                    |                      |                      | 6                    |                      | 0                    |                      |                      |                      |
| 1977-1978  | Northern Michigan Wildcats | CCHA       | 19  | 10               | 5                | 2                |                  |                  | 3,31             |                  | 1                |                  |                  |   |                      |                      |                      |                      |                      |                      |                      |                      |                      |
| 1978-1979  | Northern Michigan Wildcats | CCHA       | 25  | 13               | 8                | 2                |                  |                  | 3,42             |                  | 0                |                  | 2                | 0 | 1                    |                      |                      | 3,97                 |                      | 0                    |                      |                      |                      |
| 1979-1980  | Northern Michigan Wildcats | CCHA       | 36  | 29               | 6                | 1                |                  |                  | 2,95             |                  | 1                |                  | 6                | 4 | 1                    |                      |                      | 3,27                 |                      | 0                    |                      |                      |                      |
| 1980-1981  | Nighthawks de New Haven    | LAH        | 36  | 14               | 17               | 3                |                  |                  | 4,04             |                  | 1                |                  |                  |   |                      |                      |                      |                      |                      |                      |                      |                      |                      |
| 1980-1981  | Rangers de New York        | LNH        | 1   | 0                | 1                | 0                |                  |                  | 2                |                  | 0                |                  | 1                | 0 | 0                    |                      |                      | 4,29                 |                      | 0                    |                      |                      |                      |
| 1981-1982  | Rangers de New York        | LNH        | 49  | 23               | 16               | 9                |                  |                  | 3,77             |                  | 1                |                  | 4                | 1 | 2                    |                      |                      | 4,25                 |                      | 0                    |                      |                      |                      |
| 1982-1983  | Rangers de New York        | LNH        | 18  | 9                | 5                | 3                |                  |                  | 3,92             | 86,2             | 0                |                  |                  |   |                      |                      |                      |                      |                      |                      |                      |                      |                      |
| 1982-1983  | Oilers de Tulsa            | LCH        | 19  | 8                | 10               | 0                |                  |                  | 3,23             |                  | 0                |                  |                  |   |                      |                      |                      |                      |                      |                      |                      |                      |                      |
| 1983-1984  | Rangers de New York        | LNH        | 26  | 10               | 11               | 2                |                  |                  | 3,97             | 86,5             | 0                |                  |                  |   |                      |                      |                      |                      |                      |                      |                      |                      |                      |
| 1983-1984  | Oilers de Tulsa            | LCH        | 3   | 3                | 0                | 0                |                  |                  | 2,33             |                  | 0                |                  |                  |   |                      |                      |                      |                      |                      |                      |                      |                      |                      |
| 1984-1985  | Whalers de Hartford        | LNH        | 23  | 9                | 12               | 2                |                  |                  | 3,91             | 87               | 2                |                  |                  |   |                      |                      |                      |                      |                      |                      |                      |                      |                      |
| 1984-1985  | Whalers de Binghamton      | LAH        | 5   | 5                | 0                | 0                |                  |                  | 2,57             |                  | 0                |                  |                  |   |                      |                      |                      |                      |                      |                      |                      |                      |                      |
| 1985-1986  | Whalers de Hartford        | LNH        | 27  | 13               | 13               | 0                |                  |                  | 3,85             | 86,3             | 1                |                  | 3                | 1 | 2                    |                      |                      | 2,84                 | 87,5                 | 0                    |                      |                      |                      |
| 1986-1987  | Whalers de Hartford        | LNH        | 25  | 12               | 8                | 2                |                  |                  | 3,42             | 87,3             | 1                |                  | 1                | 0 | 0                    |                      |                      | 1,67                 | 95,5                 | 0                    |                      |                      |                      |
| 1987-1988  | Whalers de Hartford        | LNH        | 18  | 6                | 7                | 2                |                  |                  | 3,6              | 85,8             | 0                |                  |                  |   |                      |                      |                      |                      |                      |                      |                      |                      |                      |
| 1987-1988  | Canucks de Vancouver       | LNH        | 9   | 4                | 3                | 2                |                  |                  | 3.38             | 89.1             | 0                |                  |                  |   |                      |                      |                      |                      |                      |                      |                      |                      |                      |
| 1988-1989  | Canucks de Vancouver       | LNH        | 35  | 11               | 19               | 5                |                  |                  | 2,98             | 89,2             | 0                |                  | 3                | 1 | 1                    |                      |                      | 3,43                 | 89,9                 | 0                    |                      |                      |                      |
| 1989-1990  | Canucks de Vancouver       | LNH        | 21  | 4                | 11               | 4                |                  |                  | 4,15             | 87,2             | 0                |                  |                  |   |                      |                      |                      |                      |                      |                      |                      |                      |                      |
| 1990-1991  | Canucks de Vancouver       | LNH        | 1   | 0                | 1                | 0                |                  |                  | 6,11             | 79,3             | 0                |                  |                  |   |                      |                      |                      |                      |                      |                      |                      |                      |                      |
| 1990-1991  | Admirals de Milwaukee      | LIH        | 37  | 16               | 19               | 0                |                  |                  | 3,78             |                  | 0                |                  | 3                | 1 | 2                    |                      |                      | 3,71                 |                      | 0                    |                      |                      |                      |
| 1991-1992  | Islanders de New York      | LNH        | 23  | 9                | 4                | 2                |                  |                  | 3,61             | 89               | 0                |                  |                  |   |                      |                      |                      |                      |                      |                      |                      |                      |                      |
| 1991-1992  | Kings de Los Angeles       | LNH        | 7   | 1                | 3                | 0                |                  |                  | 4,04             | 87,5             | 0                |                  |                  |   |                      |                      |                      |                      |                      |                      |                      |                      |                      |
| 1992-1993  | Sénateurs d'Ottawa         | LNH        | 7   | 0                | 5                | 0                |                  |                  | 7,22             | 79,2             | 0                |                  |                  |   |                      |                      |                      |                      |                      |                      |                      |                      |                      |
| 1992-1993  | Senators de New Haven      | LAH        | 6   | 0                | 6                | 0                |                  |                  | 5,94             |                  | 0                |                  |                  |   |                      |                      |                      |                      |                      |                      |                      |                      |                      |
| Totaux LNH | Totaux LNH                 | Totaux LNH | 290 | 111              | 119              | 33               |                  |                  | 3,74             |                  | 5                |                  | 12               | 3 | 5                    |                      |                      | 3,33                 |                      | 0                    |                      |                      |                      |

### En équipe nationale
| Année | Équipe | Compétition          |   | PJ | V | D | Pr/N | Min | BC   | Moy | % Arr | Bl | Pun               |  | Résultat |
| 1985  | Canada | Championnat du monde | 5 | 3  | 1 | 1 |      |     | 2,04 |     | 1     |    | médaille d'argent |  |          |

## Honneurs et trophées
- Wildcats de Northern Michigan
  - Intronisé au temple de la renommée du sport de l'université de Northern Michigan en 1990.
- Central Collegiate Hockey Association
  - Membre de la deuxième équipe d'étoiles en 1979.
  - Membre de la première équipe d'étoiles en 1980.
  - Nommée joueur de l'année en 1980.
- National Collegiate Athletic Association
  - Membre de l'équipe d'étoiles du championnat en 1980.

## Transactions
- 1978 ; repêché par les Rangers de New York (10e choix de l'équipe, 176e au total).
- 5 septembre 1984 ; échangé par les Rangers aux Whalers de Hartford en retour de considération future.
- 8 mars 1988 ; échangé par les Whalers aux Canucks de Vancouver en retour de Richard Brodeur.
- 5 mars 1991 ; échangé par les Canucks aux Sabres de Buffalo en retour de considération future.
- 16 septembre 1991 ; signe à titre d'agent libre avec les Islanders de New York.
- 18 février 1992 ; échangé par les Islanders aux Kings de Los Angeles en retour de leur choix de septième ronde au repêchage de 1992 (Steve O'Rourke).
- 16 juin 1992 ; signe à titre d'agent libre avec les Capitals de Washington.
- 13 août 1992 ; échangé par les Capitals aux Sénateurs d'Ottawa en retour de considération future.
- 20 février 1993 ; annonce officiellement son retrait de la compétition en tant que joueur et est nommée consultant auprès des gardiens de buts des Whalers de Hartford.
- 26 juin 2001 ; est nommée entraîneur-adjoint chez les Thrashers d'Atlanta.